# 広島市立祇園東中学校
広島市立祇園東中学校（ひろしましりつ ぎおんひがしちゅうがっこう）は、広島県広島市安佐南区西原七丁目にある公立中学校。

## 概要
安佐南区の南東部、西原地区を学区とする中学校で、古川と太田川の合流部近くの川沿いに位置している。生徒数は600名(平成24年5月1日現在)。通称祇東（ぎひがし）。校章は生徒により公募されたものであり、武田山と太田川を象徴したものとなっている。

## 沿革

### 経緯
1971年に広島市立祇園中学校から分離開校の形で設置された。1988年には当校から広島市立東原中学校を分離開校している。2007年に他の市内中学校と同様に2学期制を導入した。

### 年表
- 1971年（昭和46年）4月1日 - 広島市立祇園中学校より分離開校。
- 1972年（昭和47年）3月4日 - 新校舎、体育館落成式。
- 1977年（昭和52年）3月31日 - 南校舎完工。
- 1985年（昭和60年）8月23日 - 第16回全国中学校軟庭大会（女子）団体優勝、個人準優勝。
- 1987年（昭和62年）8月21日 - 全国中学校軟庭大会女子個人優勝。
- 1988年（昭和63年）4月1日 - 広島市立東原中学校が分離開校。これにより中筋地区が学区から外れる。
- 1992年（平成4年）8月23日 - 第23回全国ソフトテニス大会　女子団体優勝、個人３位（県、中国大会優勝）
- 1993年（平成5年）8月20日 - 第24回全国中学校ソフトテニス大会女子団体優勝（県，中国大会団体・個人共優勝）
- 2007年（平成19年）4月 - 2学期制の導入。

## 校区
- 広島市立原小学校の校区
  - 西原一丁目（1～4番）、西原三丁目（1～14番、16番1号～6号、16番18号～17番6号、17番16号～20号）、西原四丁目（1～31番、42番、43番）、西原五丁目（古市学区分を除く）、西原六丁目～西原八丁目、西原九丁目（古市学区分を除く）
- 広島市立原南小学校の校区
  - 西原一丁目（原学区分を除く）、西原二丁目、西原三丁目（原学区分を除く）、西原四丁目（原学区分を除く）、長束一丁目

## クラブ活動
| 体育系 - 剣道部 - サッカー部（男子） - ソフトテニス部（男子） - ソフトテニス部（女子） - 卓球部 - バスケットボール部（女子） - バドミントン部（女子） - バレーボール部（男子） - バレーボール部（女子） - 野球部（男子） - 陸上部 | 文化系 - 吹奏楽部 - 美術部 |

## 学区内の主な施設
- 広島市立原保育園
- 広島市立原小学校
- 広島市立原南小学校
- ゆめタウン祇園
- アストラムライン西原駅、祇園新橋北駅

## 著名な出身者
- 川村拓夢（プロサッカー選手、レッドブル・ザルツブルク）
- 高橋幸子（元女子バレーボール選手、オレンジアタッカーズ→久光製薬スプリングス
- 山根良顕 (タレント、お笑いコンビ「アンガールズ」のボケ担当)

## アクセス
- アストラムライン西原駅から徒歩5分。祇園新橋北駅から徒歩15分。
- JR西日本可部線下祇園駅から徒歩15分。